# Пырцы
Пы́рцы (бел. Пы́рцы) — деревня в составе Радомльского сельсовета Чаусского района Могилёвской области Республики Беларусь.

## Население
- 2010 год — 2 человека